# یواس‌اس اسکامپ (اس‌اس-۲۷۷)
یواس‌اس اسکامپ (اس‌اس-۲۷۷) (به انگلیسی: USS Scamp (SS-277)) یک زیردریایی بود که طول آن ۳۱۱ فوت ۹ اینچ (۹۵٫۰۲ متر) بود. این زیردریایی در سال ۱۹۴۲ ساخته شد.